# Wielki Meczet w Agrze
Wielki Meczet, także: meczet Piątkowy, (Dżama Masdżid, Jama Masjid, ang. Friday Mosque) – główny meczet Agry ufundowany w 1648 roku przez Jahanarę Begum córkę władcę mogolskiego Szahdżahana z dynastii Wielkich Mogołów.

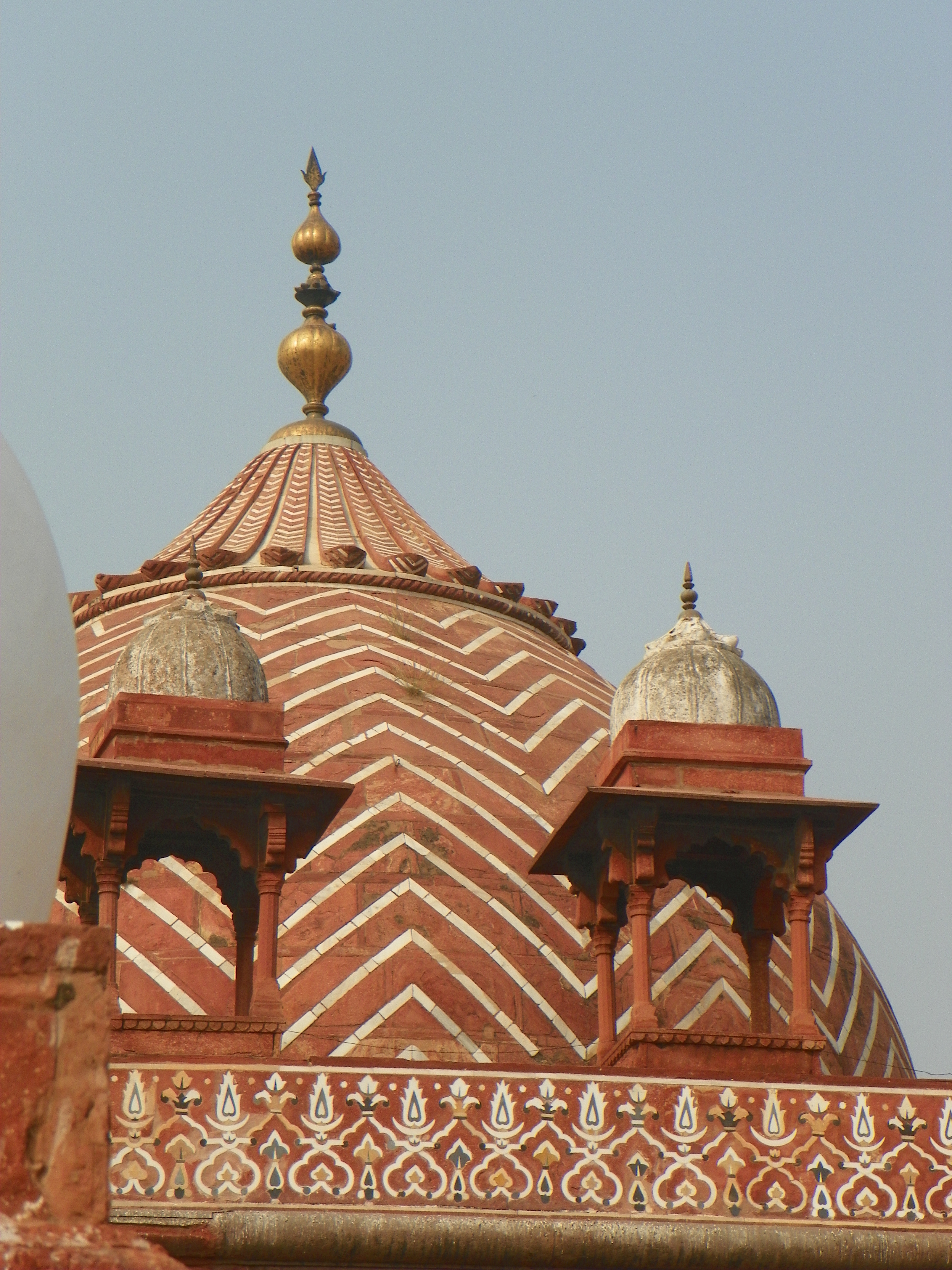
Jedna z kopuł meczetu pokryta zygzakowatym ornamentem

Architektura meczetu przy braku minaretów wyróżnia się charakterystycznymi kopułami pokrytymi zygzakowatym ornamentem wykonanym z białego i czerwonego marmuru.